# Municipio de Sherman (condado de Corson)
El municipio de Sherman (en inglés: Sherman Township) es un municipio ubicado en el condado de Corson en el estado estadounidense de Dakota del Sur. En el año 2010 tenía una población de 13 habitantes y una densidad poblacional de 0,14 personas por km².

## Geografía
El municipio de Sherman se encuentra ubicado en las coordenadas 45°45′26″N 101°44′21″O / 45.75722, -101.73917. Según la Oficina del Censo de los Estados Unidos, el municipio tiene una superficie total de 93.05 km², de la cual 92,87 km² corresponden a tierra firme y (0,19 %) 0,18 km² es agua.

## Demografía
Según el censo de 2010, había 13 personas residiendo en el municipio de Sherman. La densidad de población era de 0,14 hab./km². De los 13 habitantes, el municipio de Sherman estaba compuesto por el 84,62 % blancos, el 7,69 % eran amerindios y el 7,69 % eran de una mezcla de razas. Del total de la población el 0 % eran hispanos o latinos de cualquier raza.